# Культура Габона

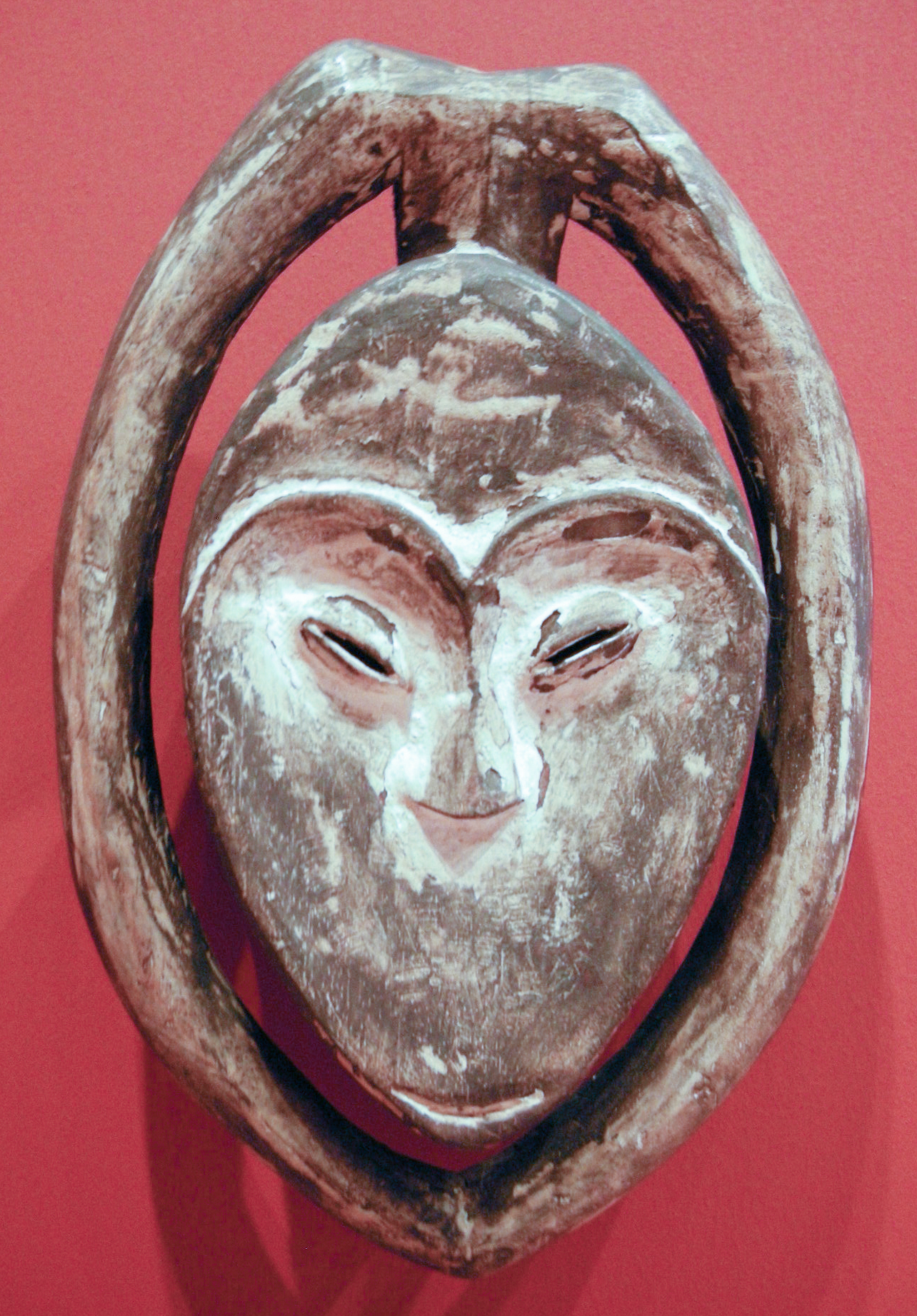
Ритуальная маска Бдембо

Культура Габона включает в себя богатые устные традиции, самобытную музыку, искусство изготовления традиционных масок. В период после обретения независимости развиваются литература и кинематограф.

## Музыка
Музыка Габона относительно мало известна. В то же время, Габон может похвалиться множеством народных стилей, а также и поп-звездами, такими как Пасьянс Дабани. Хотя альбомы Дабани были записаны в США, в них отчетливо прослеживаются габонские элементы. Они популярны среди франко-говорящего населения Африки. Среди других музыкантов можно назвать гитаристов Джорджа Ойенде, Ла Роз Мбаду и Сильвен Авара, а также певца Оливера Н’Гому. Из иностранных стилей в Габоне популярны рок и хип-хоп, заимствованные в США и Великобритании, а также макосса и сукус, относящиеся к африканским музыкальным стилям.
Габонские народные инструменты — это барабаны, нгомби и обала.

## Декоративно-прикладное искусство
Габон известен своими церемониальными масками, такими, например, как н’готланг народа фанг. Каждая этническая группа (а их в Габоне более сорока) имеет собственный набор традиционных масок для разных ритуалов. Они используются в традиционных церемониях, таких как свадьба, рождение, похороны. Маски делаются из редких пород дерева. Они могут изготавливаться из разнообразных материалов: дерева, металла, гипса, ткани, кожи, папье-маше и многих других.